# John Brooke (2e vicomte Brookeborough)
John Warden Brooke (9 novembre 1922 - 5 mars 1987), 2e vicomte Brookeborough, est un homme politique nord-irlandais. Il est le fils de Basil Brooke (1er vicomte Brookeborough), troisième premier ministre d'Irlande du Nord.

## Jeunesse
Il fait ses études au Collège d'Eton. Pendant la Seconde Guerre mondiale, il sert dans l'armée britannique en Afrique du Nord, en Italie et en Allemagne. Il fait partie du personnel du maréchal Harold Alexander. Il est aide de camp du maréchal Archibald Wavell, Gouverneur général des Indes, au début de 1947.
En 1934, son père affirme à la Chambre des communes d'Irlande du Nord à Stormont qu'il y a eu un complot visant à kidnapper le jeune John Brooke par des républicains irlandais pendant le temps de Sir Basil Brooke comme commandant de la gendarmerie spéciale d'Ulster.

## Carrière politique
Il est élu au conseil du comté de Fermanagh pour le parti unioniste d'Ulster (UUP) en 1947, servant jusqu'en 1973, et est président du conseil de 1961 à 1973. Il est nommé haut shérif de Fermanagh pour 1955. Il succède à son père en tant que député de l'UPP au Parlement d'Irlande du Nord pour Lisnaskea lors d'une élection partielle le 22 mars 1968. Il conserve ce siège jusqu'à l'abolition du Parlement d'Irlande du Nord en 1973.
Il est membre d'un groupe dissident de députés d'arrière-ban unionistes d'Ulster qui font campagne pour la destitution de Terence O'Neill comme Premier ministre de l'Irlande du Nord. Quand O'Neill démissionne finalement en avril 1969, son successeur, le major James Chichester-Clark, fait entrer une partie de ce groupe dissident dans son gouvernement. Brooke est nommé secrétaire parlementaire au ministère du Commerce (1969–1970), puis secrétaire parlementaire au ministère du Premier ministre (1970–1972). Sous le mandat de premier ministre de Brian Faulkner, il est whip en chef du gouvernement (1971-1972) et siège également au Cabinet de 1971 à titre de ministre d'État au ministère des Finances.
À l'Assemblée d'Irlande du Nord (1973-1974), il représente North Down. Lorsque le Parti unioniste d'Irlande du Nord (UPNI) est fondé par les membres de l'Accord de Sunningdale de l'UUP, Brooke le rejoint en 1974 et est de nouveau élu pour North Down à la Convention constitutionnelle d'Irlande du Nord (1975-1976). Il représente les vues de l'UPNI à la Chambre des lords à partir de 1973.
À 17 h 13, le 28 mars 1972, il prononce le discours final à la Chambre des communes d'Irlande du Nord à Stormont avant la prorogation du Parlement d'Irlande du Nord par le gouvernement d'Edward Heath. Il y cite un poème de Rudyard Kipling intitulé Ulster, écrit en 1914, à peu près au moment où on pourrait dire que l'implication de son père dans le loyalisme de l'Ulster avait commencé.

## Famille
Lord Brookeborough épouse Rosemary Chichester, fille du lieutenant-colonel Arthur O'Neill Cubitt Chichester, de Galgorm Castle, comté d'Antrim, en 1949. Ils ont cinq enfants: Alan, Christopher, Juliana, Melinda et Susanna. Rosemary, Lady Brookeborough, est décédée en janvier 2007. Elle a vécu à Ashbrooke House, la maison douairière du domaine familial Colebrooke près de Brookeborough dans le comté de Fermanagh, pendant de nombreuses années.